# منشأة استعادة المواد

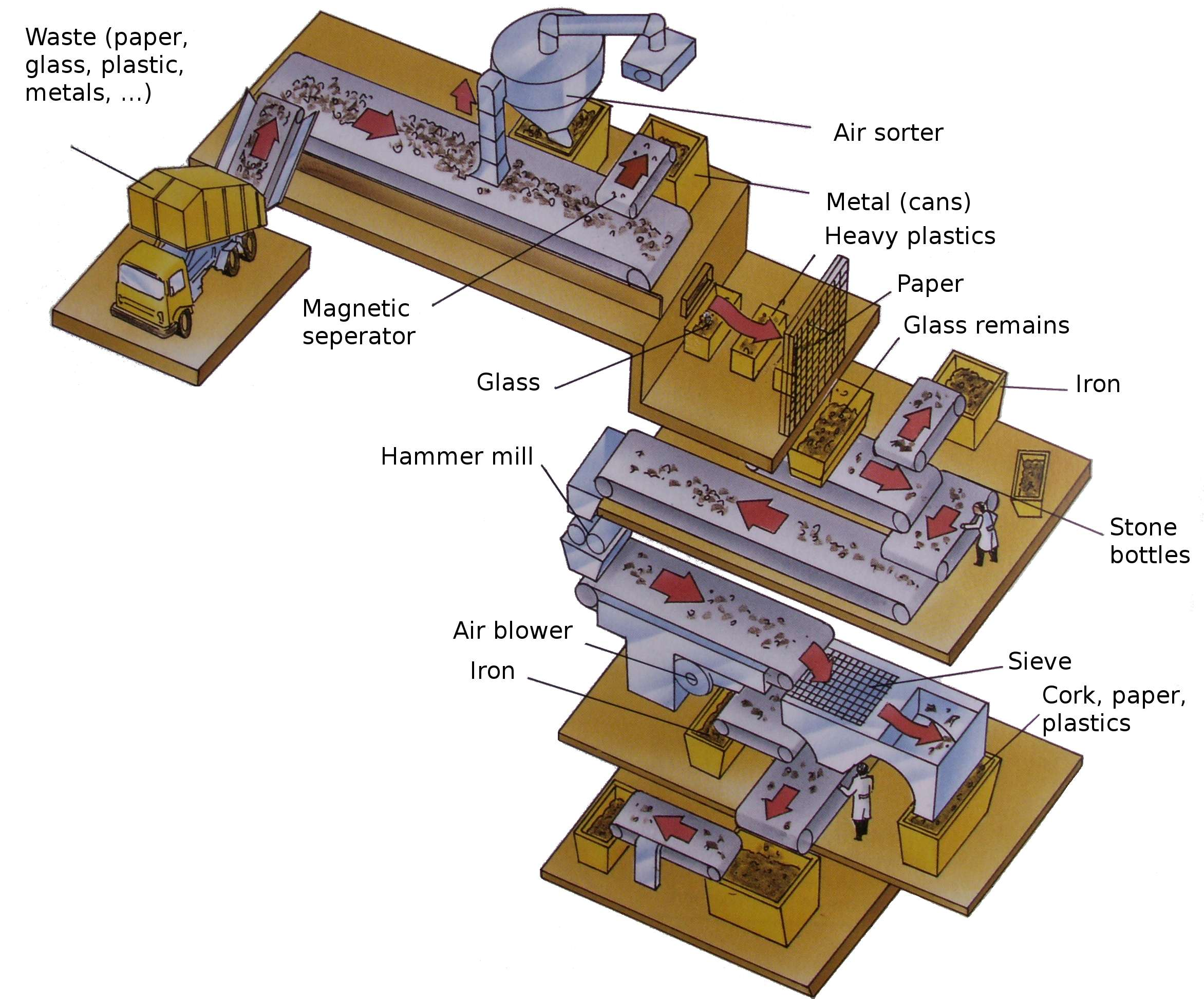
منشأة استعادة المواد لإعادة تدوير النفايات المنزلية

منشأة استعادة المواد أو منشأة إعادة تدوير المواد أو منشأة إصلاح المواد هي أحد المنشآت المتخصصة التي تستلم أجزاء المواد المنفصلة ثم إعداد المواد القابلة لإعادة التدوير للتسويق إلى الجهات المصنعة للمواد التي تباع للمستهلك النهائي. ومن الناحية العامة، يوجد نوعان مختلفان:منشأة استعادة المواد النظيفة والملوثة.

## منشأة استعادة المواد النظيفة
تستقبل منشأة استعادة المواد النظيفة المواد الممزوجة القابلة لإعادة التدوير والتي تم فصلها بالمصدر من قبل وحدة النفايات الصلبة والتي تنتجها الموارد السكانية أو التجارية. وتوجد مجموعة متنوعة من منشآت استعادة المواد النظيفة. وأشهر هذه المنشآت هي منشآت فردية التدفق حيث تعتبر جميع المواد القابلة لإعادة التدوير ممزوجة، أو «منشآت استرداد المواد مزدوجة التدفق» حيث ترد المواد القابلة لإعادة التدوير في تدفق حاوية ممزوجة (عادةً هو الزجاج والحديد المعدني والألومنيوم وغيرها من المعادن غير الحديدية، وبولي إثيلين ترفيثالات [درجة أولى] وبولي إثيلين عالي الكثافة [درجة ثانية] البلاستيكية) ومجموعة الأوراق الممزوجة (تتضمن العبوات القديمة المموجة، والصحف القديمة، والمجلات القديمة، والرزم المكتبية، والبريد الخردة، وما إلى غير ذلك.). يتم تصنيف المواد إلى أنواع محددة، ثم توضع في رزم،ثم تمزق ثم تسحق ثم تضغط أو تُعد للشحن إلى السوق.

## منشأة استعادة المواد الملوثة

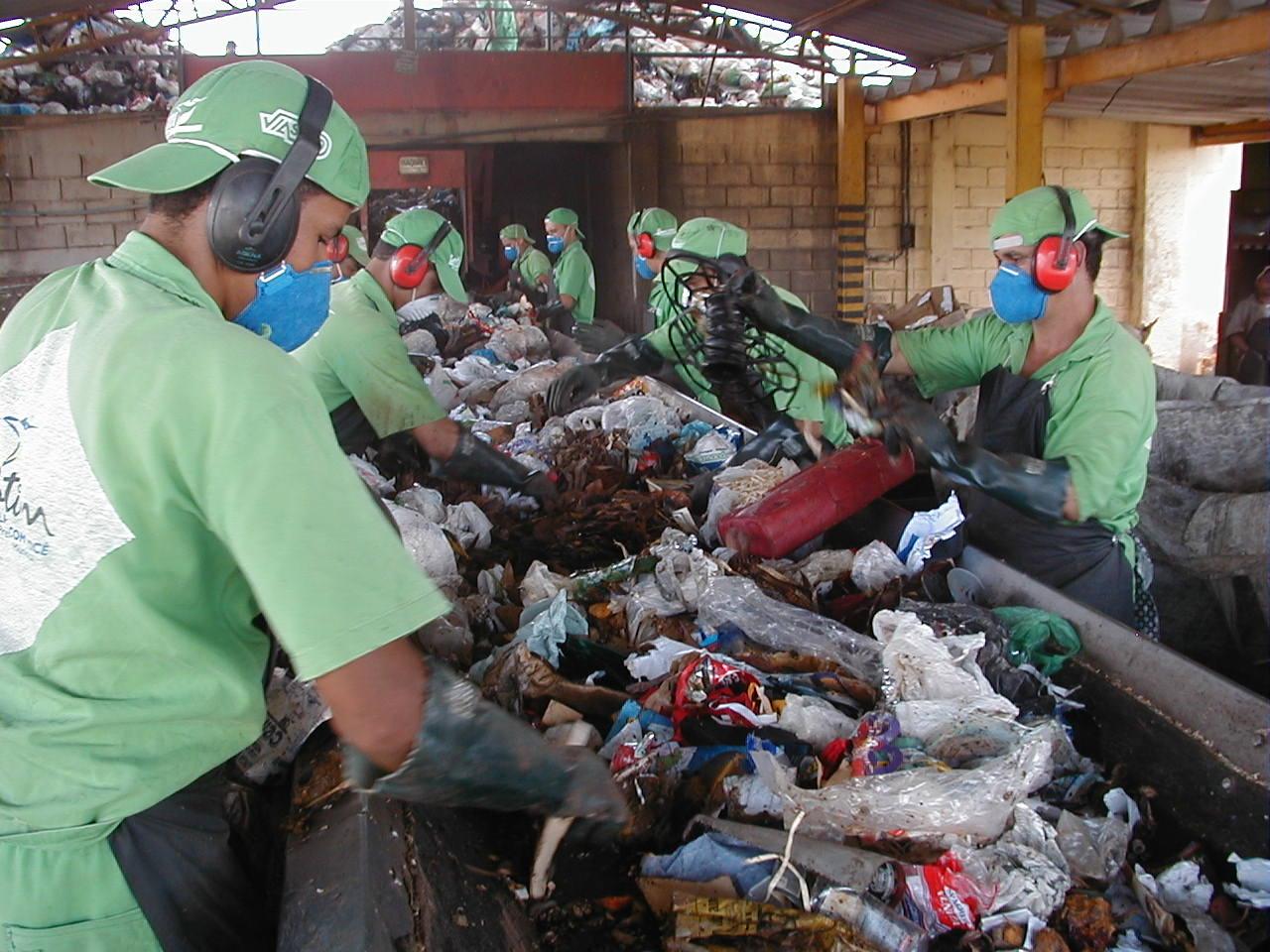
الفرز اليدوي للمواد القابلة لإعادة التدوير

تقبل منشآت استرداد المواد الملوثة مجموعة النفايات الصلبة الممزوجة ثم تجري عملية لفصل المواد المصممة القابلة لإعادة التدوير من خلال تصنيف يدوي وأوتوماتيكي. ويمكن أن تخضع المواد القابلة لإعادة التدوير المصنفة لمعالجة إضافية مطلوبة للوفاء بمواصفات فنية معدة بواسطة الأسواق النهائية بينما يتم إرسال رصيد مجموعة النفايات الممزوجة لوحدة تخلص من النفايات مثل مستودع النفايات.
قد تكون منشآت استعادة المواد الملوثة قادرة على إجراء الاستعادة بمعدلات عالية مقارنة بمنشآت استعادة المواد النظيفة، وذلك نتيجة لضمانها خضوع 100% من مجموعة النفايات لعملية التصنيف، ويمكنها أن تستهدف عددًا أكبر من المواد للاستعادة بما يفوق ما يمكن القيام به من تصنيف في المصدر عادة. وبالرغم من ذلك، فإن عملية استعادة المواد الملوثة تتطلب بالضرورة عمالة كثيفة، كما أن المنشأة التي تقبل النفايات الصلبة الممزوجة تحتاج لموقع مناسب بصورة كبيرة وتعتبر مكلفة كثيرًا.

### منشآت استعادة المواد الرطبة
بدأت تقنيات جديدة تستعمل المعالجة الحيوية الميكانيكية في تشغيل منشآت استعادة المواد الرطبة. فتتضمن منشآت استعادة مواد ملوثة مزودة بالمياه والتي تعمل على تنظيف مجموعات المخرجات بكثافة وفصلها. وتقوم أيضًا بسحق المواد العضوية التي تتحلل حيويًا وإذابتها في محلول لجعلها مناسبة لـ الهضم اللاهوائي.

## معلومات تاريخية
بدأت منشآت استعادة المواد الحديثة في الولايات المتحدة في فترة السبعينيات. فكانت شركة أنظمة استعادة الموارد والتي أدارها بيتر كارتر واحدة من «أول منشآت استعادة الموارد في الولايات المتحدة».

## وصلات خارجية
- Typical commercial recycling plant with information about recycling methods
- &quot;Coming soon! van der Linde's amazing recycling machine&quot;